# 우위쯔
우위쯔(중국어 정체자: 烏魚子, 병음: wūyúzǐ, 민난어: o͘-hî-chí 오히찌)는 타이완의 생선알 요리이다. 숭어의 알을 소금에 절여 건조시켜 만든다. 한국의 어란, 일본의 가라스미, 이탈리아의 보타르가와 비슷하다.

## 사진

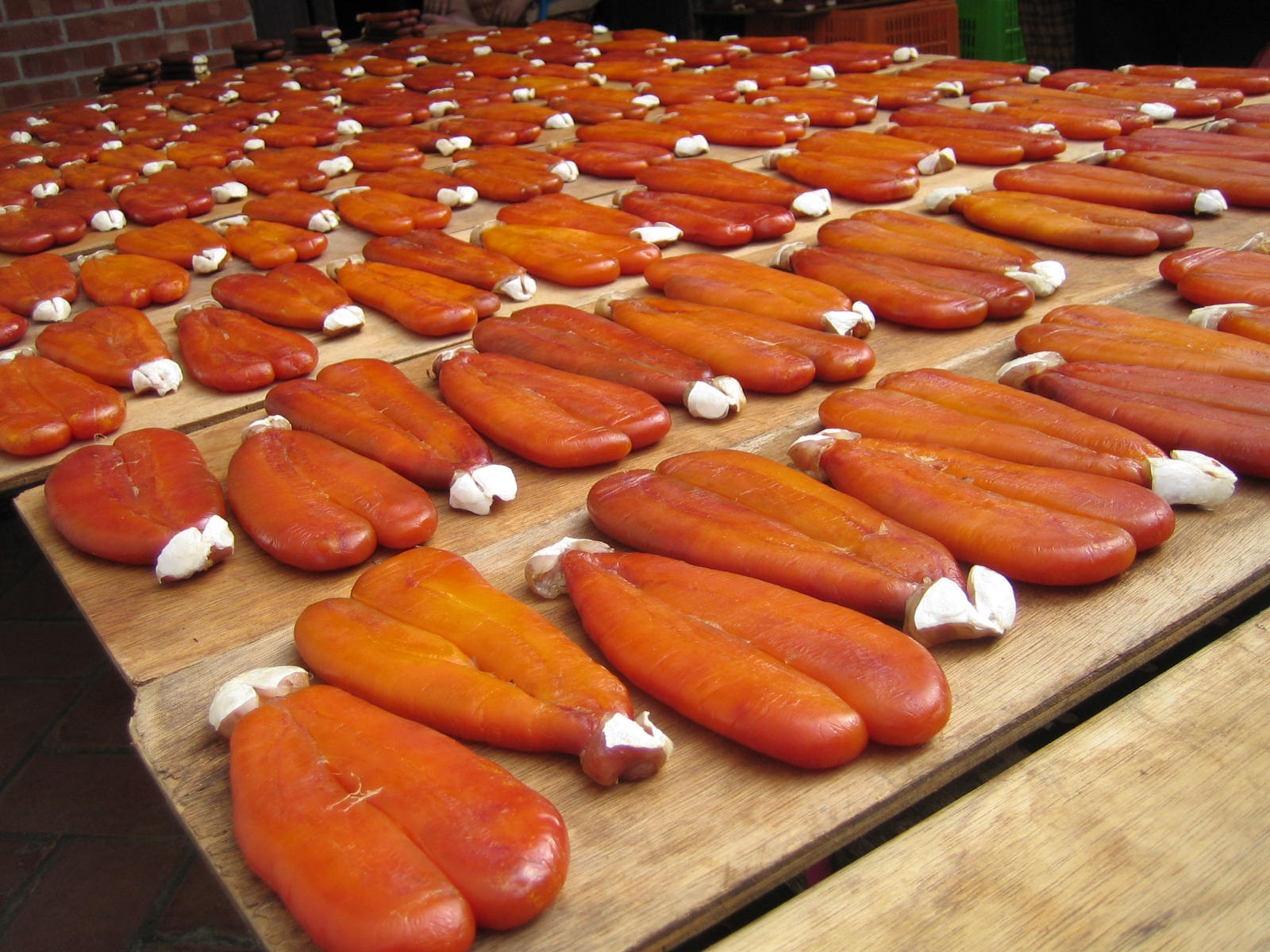
우위즈 말리기
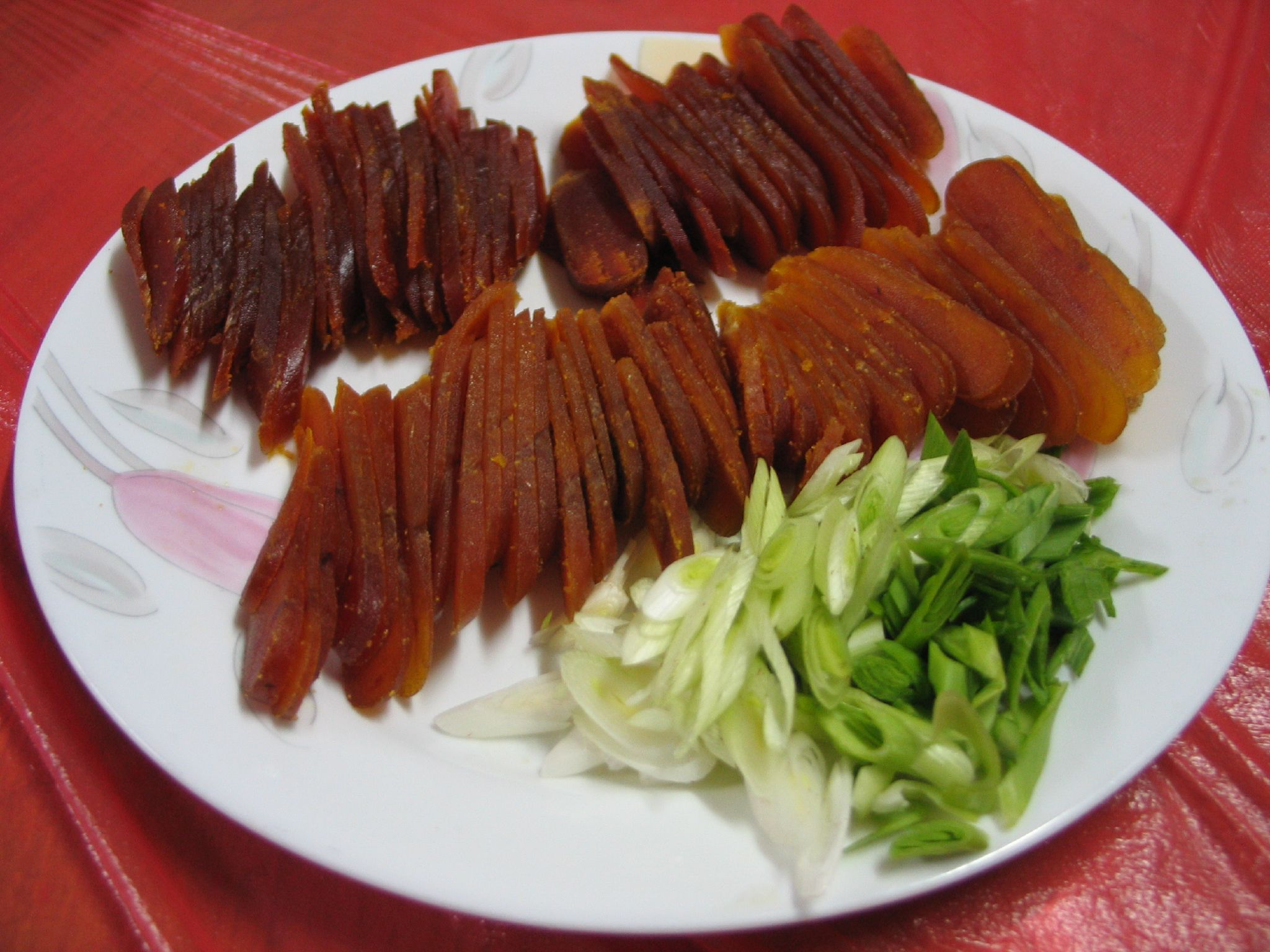
썰어 낸 우위쯔

## 같이 보기
- 가라스미
- 보타르가
- 어란